# Машкевич, Богуслав Казимеж
Богуслав Казимеж Машкевич (пол. Boguslaw Maszkiewicz; год рождения неизвестен — около 1649) — польский мемуарист.
Шляхтич, служивший при дворе Б. Радзивилла, офицер надворной милиции и доверенное лицо у князя Яремы Вишневецкого и великого гетмана литовского Януша Радзивилла.
Автор дневника (впервые издан в 1840 в Лейпциге в «Сборнике письменных памятников о давней Польше», оригинал не сохранился), содержащего записи о политических и военных событиях, очевидцем или участником которых он был, сведения о восстании Богдана Хмельницкого в 1648—1651 годах, освободительной войне украинского народа 1648—1654, феодальной анархии в Речи Посполитой, быте польской и украинской шляхты.
Б. Машкевич в своëм дневнике даëт описания южнорусской границы Речи Посполитой, поездки в Запорожскую Сечь, на днепровские пороги, в крепость Кодак, приводит ценные сведения о начале военных действий между украинскими и польскими войсками весной 1648, поражении польских войск в сражениях под Желтыми Водами и Корсунем, изгнании поляков с территории Левобережной Украины повстанческими отрядами под руководством Максима Кривоноса.
Пишет о карательных экспедициях гетмана Я. Радзивилла в январе-июле 1649 г. под Туровом, Мозырем, Бобруйском, Речицей и др.
В русском переводе: Дневник Богуслава Казимира Машкевича… 1643—1649 г. В кн.: Мемуары, относящиеся к истории Южной Руси, т. 2. Киев, 1896.
О нëм упоминает в своëм историческом романе «Огнём и мечом» Г. Сенкевич.